# کریستیان دوم
کریستیان دوم (به انگلیسی: Christian II) پسر یوهان و کریستینا ساکسونی بود که در ۱ ژوئیه ۱۴۸۱ در Nyborg Castle به دنیا آمد. او پادشاه دانمارک-نروژ (۲۳-۱۵۱۳) و پادشاه سوئد (۲۳-۱۵۲۰) بود.
وی در ۱۲ اوت ۱۵۱۵ در شهر کپنهاگ با ایزابلای اتریش ازدواج کرد و از وی صاحب شش فرزند شد.
وی در ۲۲ ژوئیه ۱۵۱۳ میلادی، به پادشاهی دانمارک-نروژ رسید. وی در سال ۱۵۲۰ با اقداماتی که انجام داد سوئد را تسخیر و ضمیمه دانمارک-نروژ کرد. اما سوئدی‌ها در سال ۱۵۲۳ متحد شده و با لغو قرارداد اتحاد کالمار، سوئد را مستقل اعلام کردند. در همان سال اشراف دانمارک علیه او قیام کردند و پس از سرنگون کردن او، عمویش فردریک یکم را به سلطنت منصوب کردند.
کریستیان دوم سرانجام در ۲۵ ژانویه ۱۵۵۹ در سن ۷۷ سالگی در Kalundborg Castle درگذشت.